# Симуна
Симуна (эст. Simuna) — посёлок в волости Вяйке-Маарья уезда Ляэне-Вирумаа, на северо-востоке Эстонии.
По состоянию на 1 января 2011 года численность населения посёлка составляла 454 человека.
Посёлок Симуна был центром волости Авандузе, которая была включена в волость Вяйке-Маарья в 2005 году.
В Симуна находится один из пунктов геодезической дуги Струве.

## Мыза Авандузе
Мыза Авандузе (нем. Awandus) впервые упоминается в 1494 году. Первоначальное главное здание было построено в 1679—1684 годах таллинским строителем Гердом Ворбергом по заказу Гидеона фон Фока. Однако, с тех пор здание было сильно перестроено. Окончательные изменения внёс архитектор Рудольф фон Энгельхардт в 1890 году.
Русский географ Фёдор Литке (нем. Friedrich Benjamin von Lütke) является самым знаменитым владельцем усадьбы, это отмечено мемориальной доской на стене усадьбы.

## Известные уроженцы и жители
- Карл Джулиус Альберт фон Паукер (1798—1856), историк и правовед
- Магнус Георг фон Паукер (1787—1855), астроном
- Нетти-Пинна (1883—1937), актриса
- Лев Сепп (1892—1941), политик
- Владимир Ядов (1929—2015), социолог

## Галерея

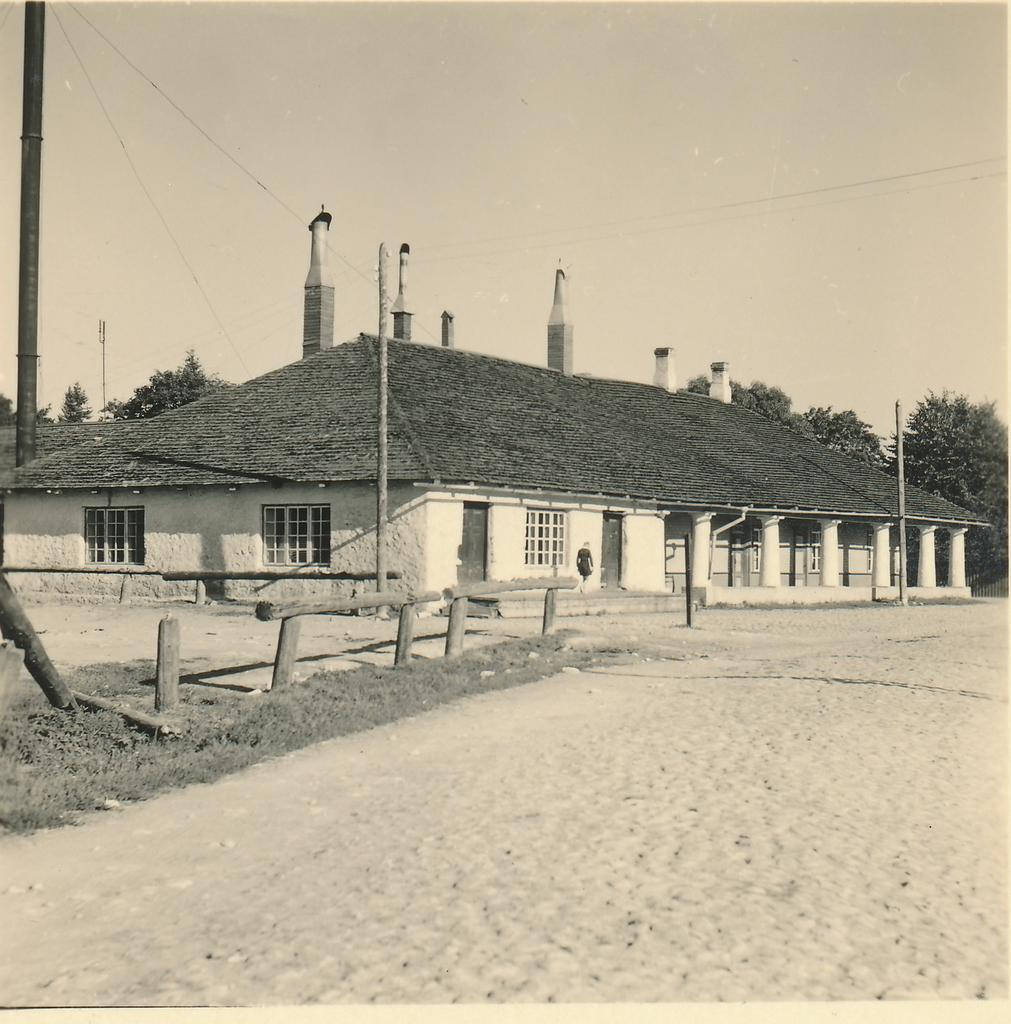
Трактир в Симуна до Второй мировой войны
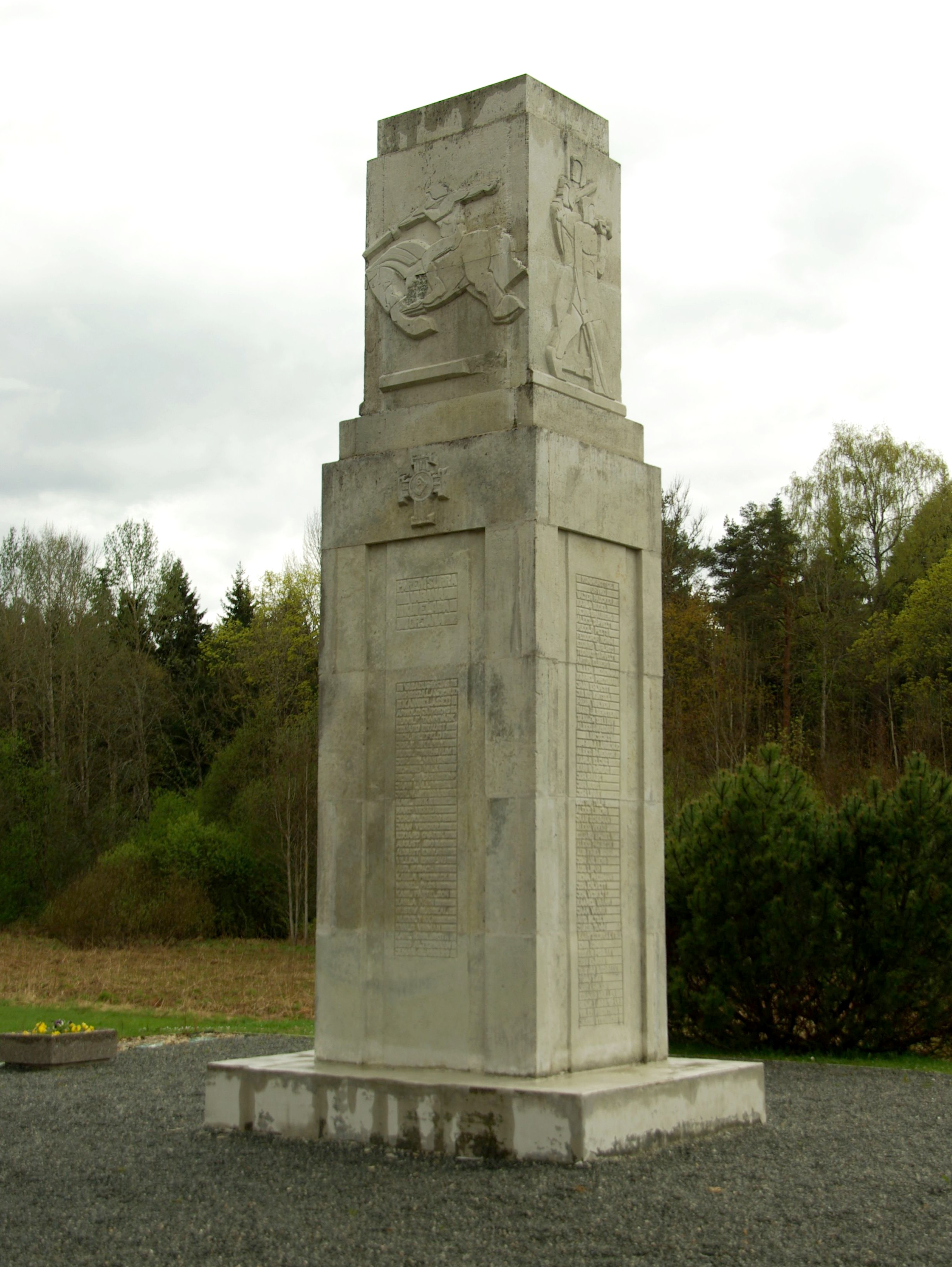
Мемориал Войны за независимость
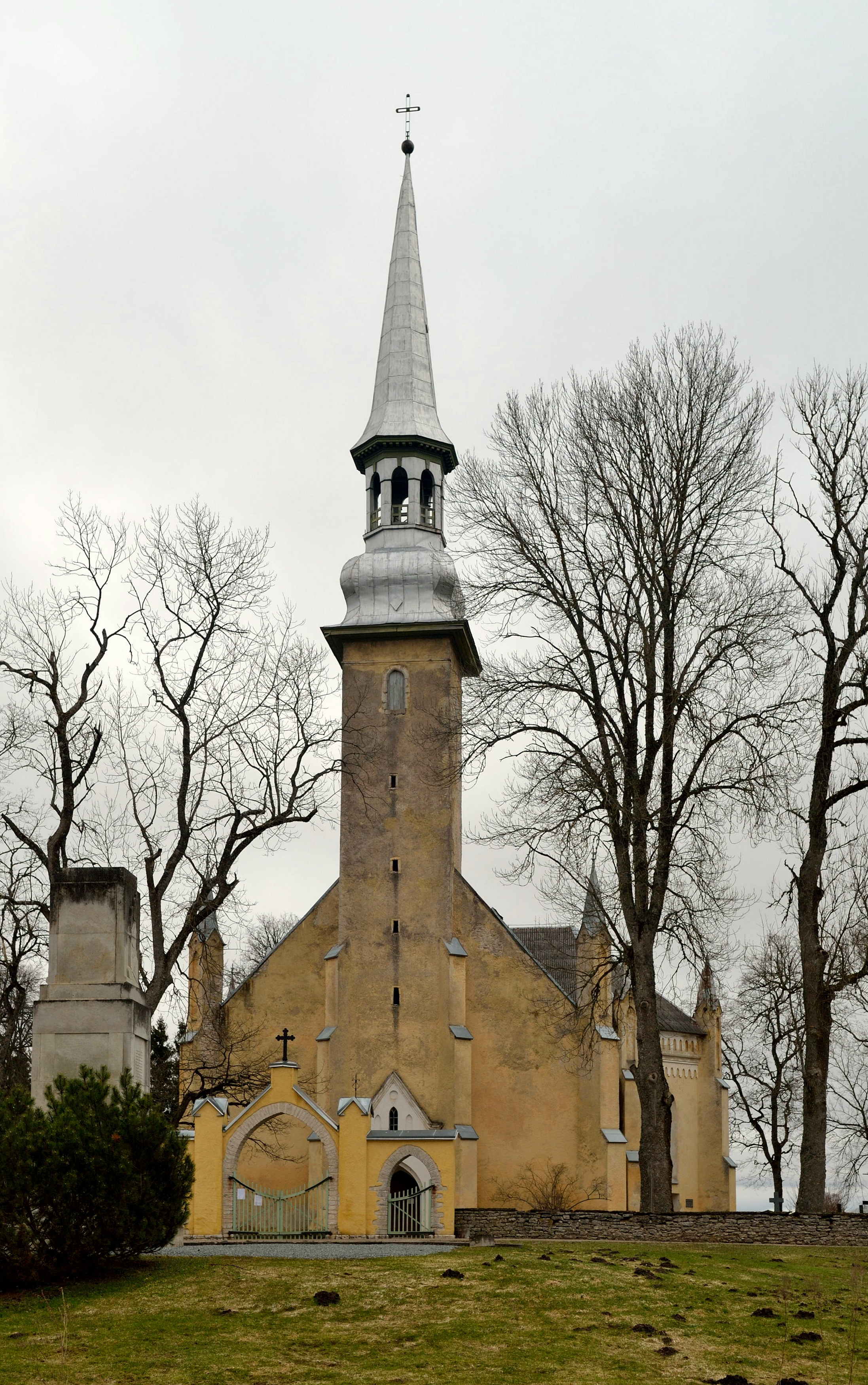
Церковь Симуна
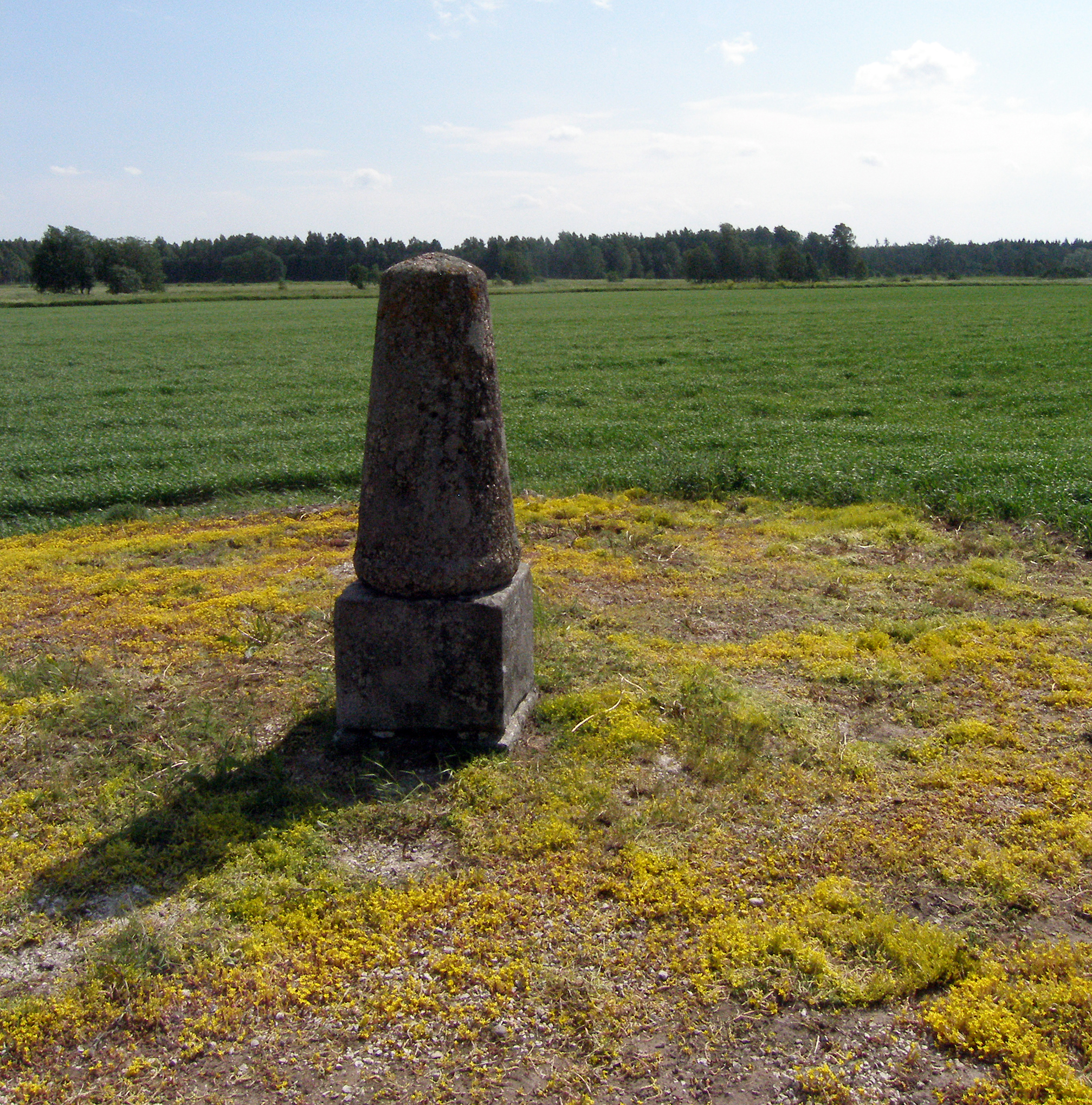
Пункт геодезической дуги Струве
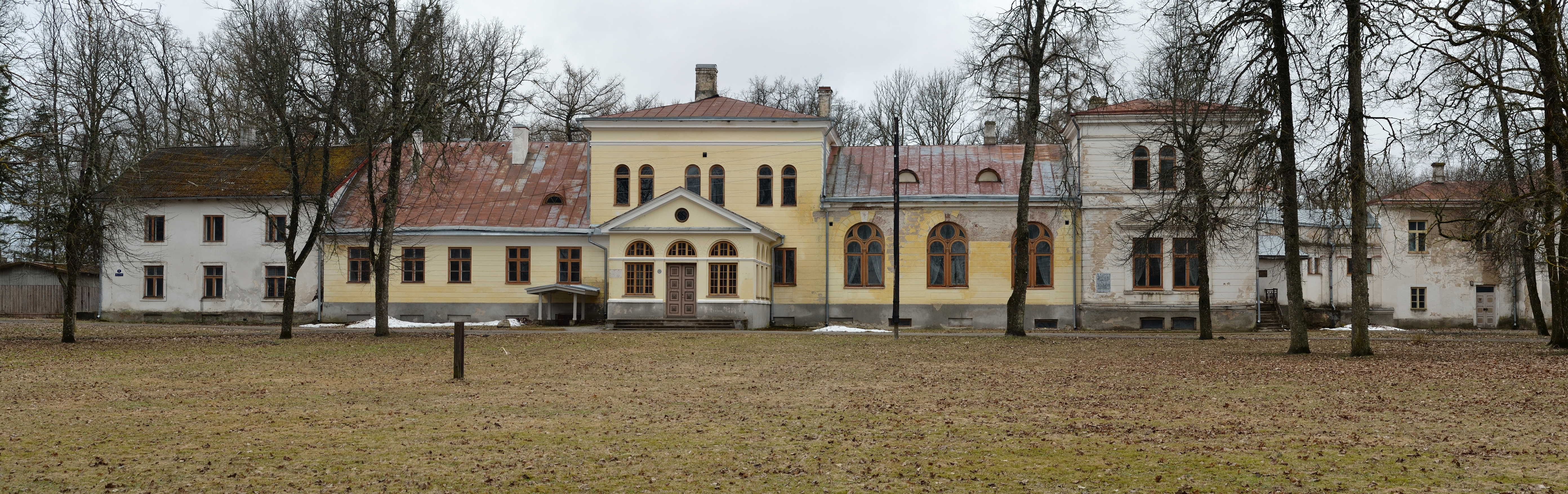
Главное здание мызы Авандузе